# Staurastrum pygmaeum
Staurastrum pygmaeum là một loài Song tinh tảo trong họ Desmidiaceae, thuộc chi Staurastrum.